# Agüero (Aragonia)
Agüero – gmina w Hiszpanii, w prowincji Huesca, w Aragonii, o powierzchni 94,16 km². W 2011 roku gmina liczyła 159 mieszkańców.